# Kirchlicher Dienst in der Arbeitswelt der Evangelisch-lutherischen Landeskirche Hannovers

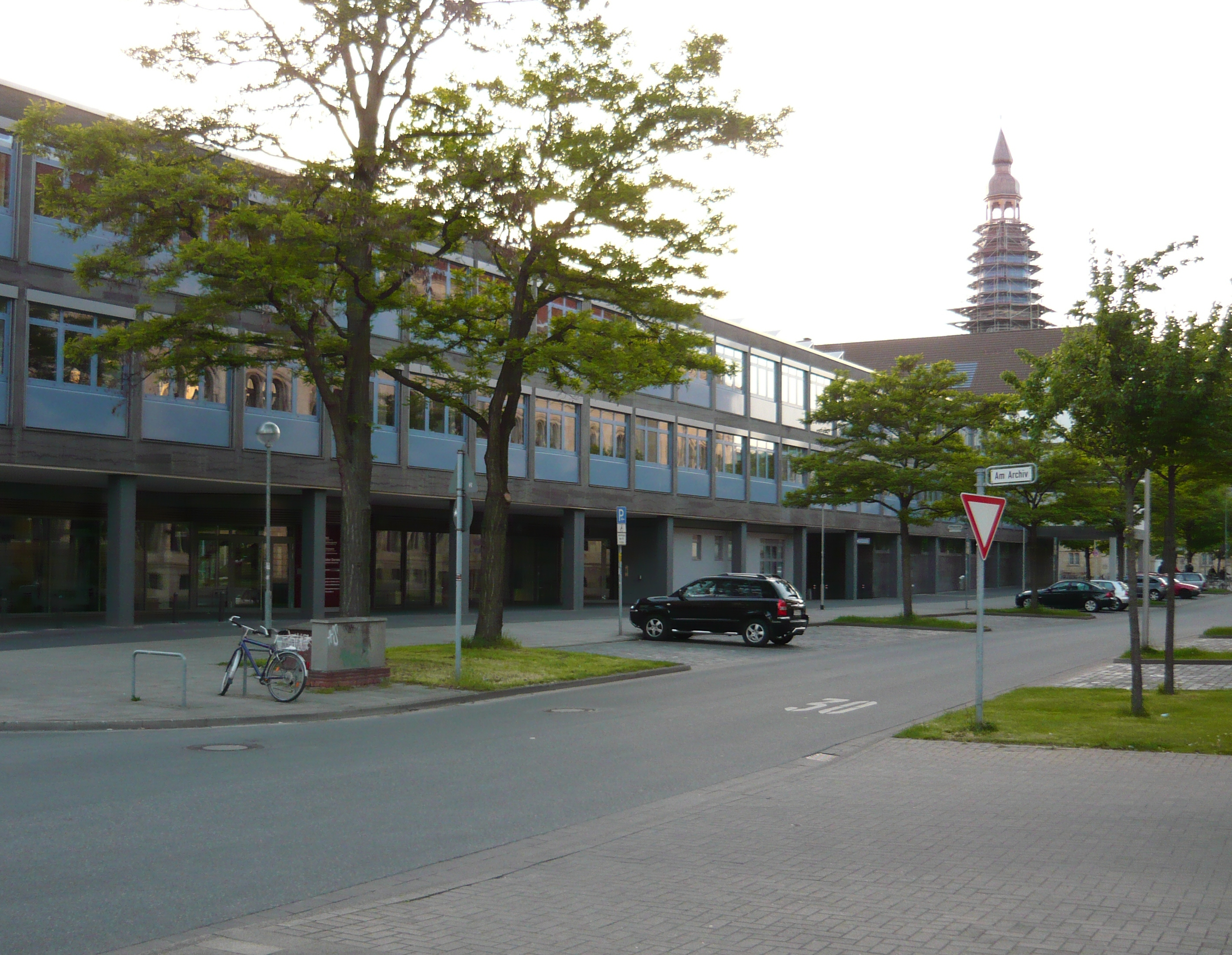
Haus kirchlicher Dienste der Evangelisch-lutherischen Landeskirche Hannovers, Archivstraße 3 Hannover, KDA der Ev.-luth. Landeskirche Hannovers im Haus kirchlicher Dienste

Der Kirchliche Dienst in der Arbeitswelt (KDA) ist Fachdienst für die Bereiche Arbeit, Wirtschaft und Soziales im Haus kirchlicher Dienste der Evangelisch-lutherischen Landeskirche Hannovers.

## Geschichte
Die EKD gründete das Evangelische Arbeiterwerk und 1952 die Evangelische Aktionsgemeinschaft für Arbeiterfragen (AkfA). Diese Entwicklung wurde in der Landeskirche nachgebildet und sie bildete Sozialsekretäre aus, die ab 1954 ihren Dienst antraten. 1958 wurde der Leiter des Männerwerkes im Amt für Gemeindedienst, Pastor Stühl, zusätzlich mit den Aufgaben eines Sozialpfarrers der Landeskirche betraut. 1962 löste Wilhelm Fahlbusch Pastor Stühl als Landessozialpfarrer ab. 1963 löste sich das Sozialpfarramt vom Männerwerk ab und bildete als Sozial- und Industriearbeit im AfG einen eigenen Bereich, zudem wurde 1963 das Industriepfarramt gegründet. 1976 folgte die Umbenennung in Kirchlicher Dienst in der Arbeitswelt (KDA). Bis in die 1990er Jahre war der KDA ein Arbeitsgebiet im Männerwerk des Amtes für Gemeindedienst, ab 2002 Fachgebiet im Arbeitsbereich Gemeindeunterstützende Dienste und seit 2009 Arbeitsfeld im Fachbereich 6 Kirche. Wirtschaft. Arbeitswelt des Hauses kirchlicher Dienste.

## Aufgaben
Der KDA ist der Fachdienst der Landeskirche Hannovers für Fragen aus den Themenbereichen Arbeit, Wirtschaft und Soziales. Er ist Gesprächspartner für Personen aus Betrieben, Management, Industrie, Gewerkschaften, Verbänden und Sozialen Organisationen. Er pflegt und vermittelt Kontakte zu Personen und Organisationen ihrer Arbeitsbereiche. Er ist Gesprächs- und Dialogpartner für Arbeitnehmerinnen und Arbeitnehmer und Arbeitgeber und vermittelt Referenten und Gesprächspartner. Die Referenten halten Vorträge, planen Veranstaltungen und erstellen Arbeitsmaterialien und Infomaterial. Sie organisieren Betriebsbesuche für kirchliche Leitungspersonen und Gruppen. Sie greifen aktuelle Themen auf (2018 z. B. das Genossenschaftsjahr, 2021 den 1700. Jahrestags des Sonntagsedikts von Kaiser Konstantin). Zentraler Sitz ist das Haus kirchlicher Dienste in Hannover, daneben bestehen regionale Büros in Göttingen, Wolfsburg, Osnabrück und Leer. Seit 2017 kooperiert der KDA Hannover mit der Ev.-luth. Kirche in Oldenburg, die dort tätige Referentin ist Teil des Teams des KDA Hannover.

### Angebote
Der KDA bietet vielfältige Angebote für die viele Gruppen an (Auswahl).
- Gottesdienste zum 1. Mai
- Betriebsbesuche
- Arbeitsmaterial
- Klostergespräche
- Führungswerkstatt
- Pilgern
- Arbeitskreis Kirche+Wirtschaft
- Spiritual Consulting[4]
- Bildungsurlaube
- Studienreisen
- Ponte – Brücken in den Arbeitsmarkt
- Aspect Change – Seitenwechsel für Azubis

### Soziale Netzwerke
Neben Angeboten für Gruppen ist der KDA Hannover in verschiedenen sozialen Netzwerken aktive:
- Twitter: @kda_hannover
- Instagram: https://www.instagram.com/kda_hannover/
- YouTube: KDA Hannover https://www.youtube.com/channel/UCa13KC5oQQFjxxmUfWdrq-g

## Leitung
Der Kirchliche Dienst in der Arbeitswelt wird geleitet vom Landessozialpfarrer der ev.-luth. Landeskirche Hannovers.  Die Leitung des Fachbereichs wird derzeit durch den Direktor des Hauses ausgeübt.

## Mitgliedschaften
Der Kirchliche Dienst in der Arbeitswelt der Landeskirche Hannovers ist Mitglied im Verband Kirche Wirtschaft Arbeitswelt der EKD.

## Publikationen
- Menschen stärken, Sachen klären, Position beziehen. Wie Kirche den Wandel in der Arbeitswelt mitgestaltet Interviews mit Mitarbeitenden des Kirchlichen Dienstes in der Arbeitswelt (KDA) der hannoverschen Landeskirche (Hrsg.: Matthias Jung), EVA Leipzig 2020
- Jenseits der "Mauern kirchlicher Tradition und Gewohnheit". Der Kirchliche Dienst in der Arbeitswelt in der Evangelisch-lutherischen Landeskirche Hannovers (Hrsg.: Matthias Jung), BoD 2020
- Hans Joachim Schliep: nun  springt über die Mauer, geht rein!-Eine Skizze zum Kirchlichen Dienst in der Arbeitswelt in der Ev.-luth. Landeskirche Hannovers in Priorität für die Arbeit-Profile kirchlicher Präsenz in der Arbeitswelt gestern und heute; Festschrift für Günter Brakelmann zum 90. Geburtstag.; Schriften des Netzwerkes zur Erforschung des Sozialen Protestantismus Band 1,  Hrsg. Traugott Jähnichen, Roland Pelikan, Sigrid Reihs, Johannes Rehm, Lit-Verlag ISBN 978-3-643-14941-1, S. 73–86.

## Belege
1. ↑  Archivierte Kopie (Memento des Originals vom 28. September 2013 im Internet Archive)  Info: Der Archivlink wurde automatisch eingesetzt und noch nicht geprüft. Bitte prüfe Original- und Archivlink gemäß Anleitung und entferne dann diesen Hinweis.
2. ↑  http://www.kirchliche-dienste.de/specials/75jahre/2002/a.html@1@2Vorlage:Toter+Link/www.kirchliche-dienste.de+(Seite+nicht+mehr+abrufbar,+festgestellt+im+März+2022.+Suche+in+Webarchiven) Datei:Pictogram+voting+info.svg Info:+Der+Link+wurde+automatisch+als+defekt+markiert.+Bitte+prüfe+den+Link+gemäß+Anleitung+und+entferne+dann+diesen+Hinweis.
3. ↑  Archivierte Kopie (Memento des Originals vom 16. Februar 2011 im Internet Archive)  Info: Der Archivlink wurde automatisch eingesetzt und noch nicht geprüft. Bitte prüfe Original- und Archivlink gemäß Anleitung und entferne dann diesen Hinweis.
4. ↑  http://www.spiritual-consulting.de/

Koordinaten: 52° 22′ 11,5″ N, 9° 43′ 45,1″ O